# Knol
Knol, contracció anglesa del terme unit of knowledge o unitat de coneixement, va ser un projecte d'enciclopèdia en línia desenvolupat per Google Inc., els articles del qual (anomenats knols) eren escrits per una comunitat d'usuaris. Creat el 2007, funcionà fins al 30 d'abril de 2012. El dia 1 de maig de 2012 va ser tancat però el seu contingut encara es va poder descarregar i exportar durant un període de 5 mesos.
Una de les seues característiques principals és que els knols eren creats i escrits completament pel mateix usuari. Pel fet que el nom de l'autor era destacat dins de l'article, cosa que en altres enciclopèdies en línia com Wikipedia no ocorre, s'incentivaria la redacció de knols per part d'experts en els temes, per la qual cosa esperaven que s'aconseguís una qualitat acceptable en poques edicions. Addicionalment, es permetien múltiples knols per a un mateix tema, la qual cosa n'estimularia el desenvolupament en afany de competència per tenir una millor qualitat.
Els autors podien triar incrustar publicitat als knols utilitzant el servici AdSense de Google. L'objectiu era que els autors pogueren percebre una part de les rendes producte dels clics fets en la publicitat. D'aquesta manera s'encoratjava la redacció de knols complets i de qualitat, pel fet que la comunitat d'usuaris pogués comentar, avaluar, fer preguntes i proposar contingut addicional per a enriquir-los. Aquesta retroalimentació generaria una millor avaluació per part del motor de recerca de Google, la qual cosa faria que els knols més destacats o de millor qualitat fossin ubicats més amunt en els resultats de les cerques, i milloraria les possibilitats que fossin visitats i que l'autor percebés diners.
Al novembre de 2011 Google anuncia la fi de Knol, produint-se el tancament final el dia 30 d'abril de 2012, els continguts van ser esborrats l'1 d'octubre de 2012, en aquest últim interval els usuaris que van ingressar articles a la plataforma van tenir l'oportunitat de descarregar-los i migrar els continguts a la plataforma Sistema de gestió de continguts Annotum, basada en Wordpress.